# Alta valle del Torrente Pescia di Pescia
Alta valle del Torrente Pescia di Pescia este o arie protejată (arie specială de conservare — SAC, sit de importanță comunitară — SCI) din Italia întinsă pe o suprafață de 1.586 ha, integral pe uscat.

## Localizare
Centrul sitului Alta valle del Torrente Pescia di Pescia este situat la coordonatele 43°59′55″N 10°42′59″E / 43.998674°N 10.716336°E.

## Înființare
Situl Alta valle del Torrente Pescia di Pescia a fost declarat sit de importanță comunitară în august 2007 pentru a proteja 1 specie de plante și 15 specii de animale. Situl a fost protejat și ca arie specială de conservare în mai 2016.

## Biodiversitate
Situată în ecoregiunea mediteraneană, aria protejată conține 10 habitate naturale: Pajiști uscate seminaturale și facies de acoperire cu tufișuri pe substraturi calcaroase (Festuco-Brometalia) (* situri importante pentru orhidee), Pajiști uscate europene, Pajiști carstice calcaroase sau bazofile, de Alysso-Sedion albi, Păduri de fag Luzulo-Fagetum, Păduri aluvionare cu Alnus glutinosa și Fraxinus excelsior (Alno-Padion, Alnion incanae, Salicion albae), Păduri de Castanea sativa, Formațiuni de Juniperus communis pe lande sau pajiști calcaroase, Păduri pe pante, grohotișuri și ravene de Tilio-Acerion, Pante stâncoase calcaroase cu vegetație casmofită, Păduri panonice-balcanice de stejar turcesc - stejar sesil.
La baza desemnării sitului se află mai multe specii protejate:
- plante (1): Himantoglossum adriaticum
- păsări (10): uliu porumbar (Accipiter gentilis), fâsă-de-câmp (Anthus campestris), corb (Corvus corax), șoim călător (Falco peregrinus), vânturel roșu (Falco tinnunculus), sfrâncioc roșiatic (Lanius collurio), sfrâncioc cu cap roșu (Lanius senator), ciocârlie de pădure (Lullula arborea), pietrar sur (Oenanthe oenanthe), codroșul de pădure (Phoenicurus phoenicurus)
- nevertebrate (3): Austropotamobius pallipes, croitorul mare al stejarului (Cerambyx cerdo), rădașcă (Lucanus cervus)
- pești (2): zglăvoacă (Cottus gobio), Telestes muticellus

Pe lângă speciile protejate, pe teritoriul sitului au mai fost identificate 42 de specii de plante, 1 specie de păsări, 4 specii de amfibieni, 6 specii de mamifere, 4 specii de nevertebrate, 7 specii de reptile.